# Louis-François Servien
Louis-François Servien (ca 1644-1710), marquis de Sablé & de Boisdauphin (de 1659 à 1707), baron de Meudon (de 1659 à 1679), 7e baron de Châteauneuf (de 1659 à 1707), grand-sénéchal d'Anjou, est né en 1644 et il est mort le 19 juin 1710 à Paris. Saint-Simon le nomme "Sablé" dans ses Mémoires.  

## Biographie

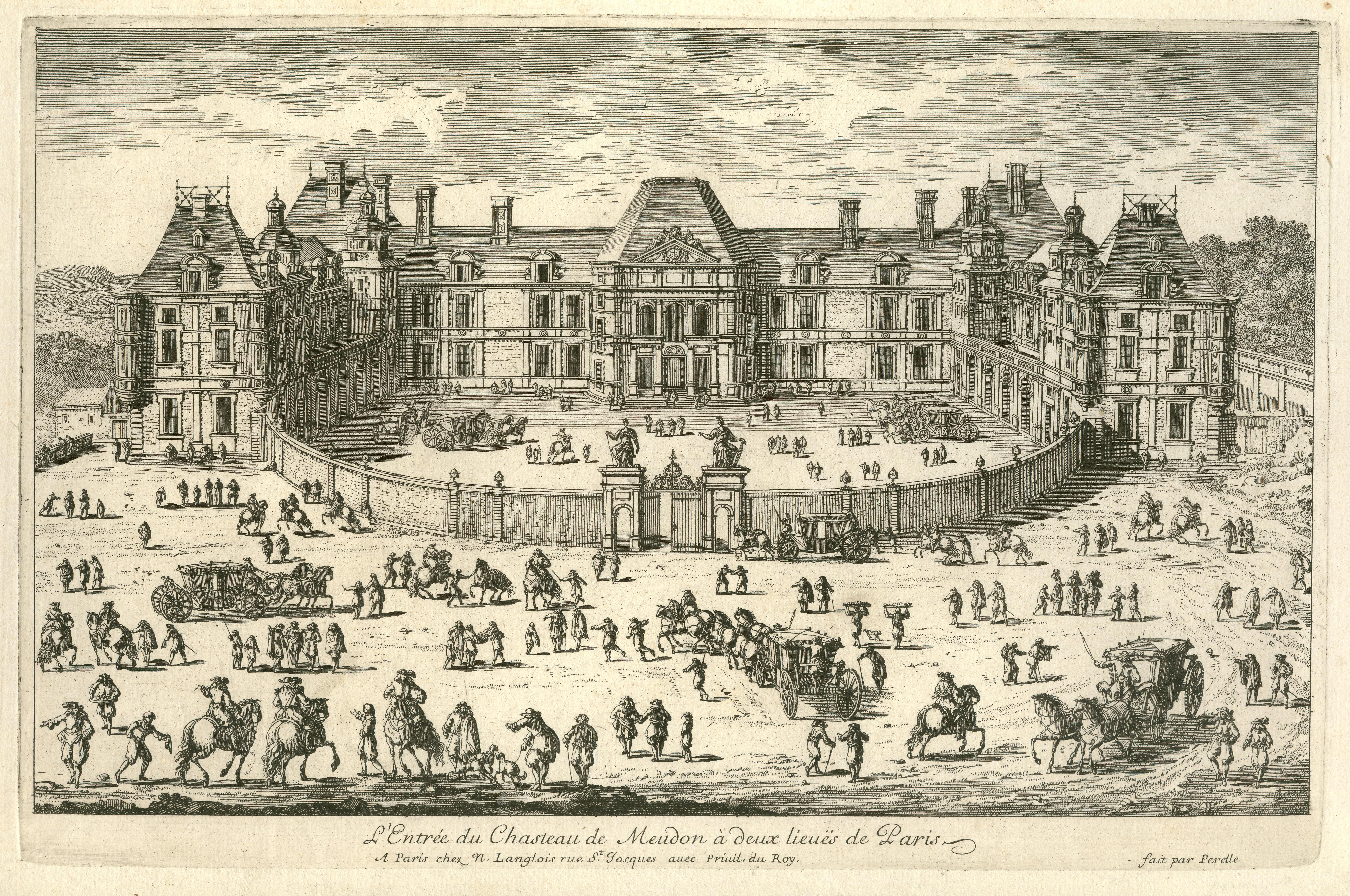
Le Château-Vieux de Meudon du temps de Louis-François Servien, état entre 1659 et 1679.

Né en 1644, il est l'un des fils d'Abel Servien, Surintendant des finances de Louis XIV, et le cousin d'Hugues de Lionne, ministre des affaires étrangères. Il perd son père en 1659, étant alors âgé de seulement de 15 ans. Comme son frère Augustin et sa sœur Marie-Antoinette, il eut alors pour tuteurs le chancelier Séguier, grand-père du mari de Marie-Antoinette, et l'abbé François Fraguier, aumônier, seigneur de Loupières, conseiller du roi en ses conseils et en sa cour du parlement de Paris.   
Il est surtout connu pour avoir été le propriétaire du château de Meudon, durant 20 années, de 1659 à 1679. Il le reçut dans la succession de son père, Abel Servien. Devant maîtres Thibert et Gallois, notaires à Paris, il le vendit à Louvois le 31 octobre 1679 pour 400 000 livres.
En 1668, il n'a plus besoin de ses tuteurs, comme en témoigne un acte lié à sa baronnie de Châteauneuf. 
Une lettre du 25 septembre 1674 indique que le marquis de Sablé séjourne à Saumur avec la noblesse d'Anjou. C'est qu'en qualité de Sénéchal d'Anjou, il se doit de commander l'arrière-ban de la noblesse de la province pendant la guerre de Hollande. De là, il se déplace à la tête de ses troupes en Lorraine, où il affronte le duc Charles IV. Le 15 octobre 1674, il est battu à Bénaménil par les Lorrains qui attaquent en fin de nuit. Les sentinelles ne donnent pas l'alerte et les Angevins, surpris, se réfugient dans l'église du village. Les Lorrains commencent à détruire l'édifice pour ensevelir leurs adversaires sous les décombres. Les hommes de Servien préfèrent se rendre. Dans la bataille, ils perdent 40 000 livres d'argent liquide, 400 chevaux et 13 mulets. Sept cents gentilshommes angevins sont faits prisonniers. 
Le samedi 19 février 1689, Dangeau note dans son Journal que "Le roi donna ordre à M. de Seignelay d'envoyer le marquis de Sablé à la Bastille pour avoir dit quelques paroles offensantes à M. du Buisson, maître des requêtes, qui étoit son rapporteur dans une affaire qu'il a perdue". 
Il demeurait à Paris, « rue Saint-Marc, hors la porte de Richelieu, paroisse Saint-Eustache ».
il meurt sans alliance à Paris, le 19 juin 1710, âgé de 66 ans. Il laisse de Jeanne de la Chauvelière une fille naturelle nommée Marthe-Antoinette Servien, mariée en 1730 à François Bellanzani, Seigneur de Sompuis.

## Une amitié avec La Fontaine
Dans les Œuvres Posthumes de La Fontaine, parues en 1696, la préface rédigée par Madame Ulrich est adressée au marquis de Sablé en ces termes : 
"Monsieur, une infinité de raisons m'obligent à vous dédier les Œuvres Posthumes de Monsieur de la Fontaine. Elles vous appartiennent par la considération qu'il a toujours euë pour vous, par l'amitié que vous avez euë pour lui pendant sa vie, par l'estime que vous lui conservez après sa mort. Je diray de plus, Monsieur, que la facilité et l'agrément que vous avez à conter, quand vous voulez vous en donner le plaisir, et qui font croire à tous ceux qui ont l'honneur de vous entendre, que vous avez partagé avec feu Monsieur de la Fontaine, cet esprit et ces manières naturelles et inimitables qui le feront toujours admirer, vous donnent un véritable droit sur tout ce qu'il a fait".

## Jugements
Saint-Simon juge Louis-François Servien de la sorte :
"Une autre mort arrivée en même temps parut moins précieuse devant Dieu, et fit moins de bruit dans le monde. Ce fut celle de Sablé, fils de Servien, surintendant des finances, qui avait amassé tant de trésors, et qui en avait tant dépensé à embellir Meudon, dont il enterra le village et le rebâtit auprès, pour faire cette admirable terrasse, si prodigieuse en étendue et en hauteur. Il avait marié sa fille au duc de Sully, frère de la duchesse du Lude, et laissé ses deux fils, Sablé et l'abbé Servien, si connus tous deux par leurs étranges débauches avec beaucoup d'esprit et fort aimable et orné. Sablé vendit Meudon à M. de Louvois, sur les fins Sablé à M. de Torcy, mangea tout, vécut obscur, et ne fut connu que par des aventures de débauche, et par s'être fait estropier lui, et rompre le cou à l'arrière-ban d'Anjou qu'il menait au maréchal de Créqui. Ainsi périssaient promptement les races des ministres, avant qu'ils eussent trouvé l'art d'établir leurs enfants aux dépens des seigneurs dans les premières charges de la cour, après les grandes".